# Civil Mozgalom
A Civil Mozgalom (rövidítve:CM) Seres Mária sikeres népszavazási kezdeményezésének támogatására létrejött és általa vezetett, alulról építkező politikai tömörülés. 2009 végén párttá alakult, hogy indulhasson a 2010-es magyarországi országgyűlési választásokon.
A CM a 2014-es országgyűlési választásokon nem indult önálló szervezetként. 2014 januárjában Seres Mária bejelentette, hogy felkérésre az SMS – Seres Mária Szövetségesei nevű szervezet színében indul, de független jelöltként a választáson.

## Története

### Előélete
Seres Mária 2008 nyarán kezdett önálló aláírásgyűjtésbe a parlamenti korrupció ellen. Kezdeményezése széles támogatói bázisra talált, amiből hamarosan megszerveződött a Civil Mozgalom. A mozgalom 2009 végén párttá alakult, s ilyen formában először a csornai időközi választáson mérettették meg magukat 2009 novemberében a lemondott (és az Európai Parlamentbe távozott) Áder János megürült parlamenti székéért. Az első fordulóban 4,1%-ot, míg a másodikban 3,87%-ot értek el, igaz a részvételi arány először elégtelen lett és másodszorra is csak 0,17%-kal haladta meg a minimálisan érvényes 25%-ot.

### Választások
2010. január 25-én az Országos Választási Bizottság nyilvántartásba vette a Civil Mozgalmat, mint jelölő szervezetet a 2010-es országgyűlési választásokra. A korábbi népszavazási kezdeményezéshez hasonlóan a kopogtatócédula-gyűjtésben is sikerrel jártak; a 20 lehetséges területi listából 9-hez gyűjtöttek elegendő ajánlást, amivel jogosulttá váltak egy országos lista összeállítására is, valamint a 176 lehetséges egyéni körzetből 24-ben sikerült önálló jelöltet indítaniuk, mégis már a választások első fordulójában elbuktak, összesítésben még csak az 1%-ot sem sikerült átlépniük; országosan az összes pártlistára leadott szavazatok mindössze 0,89%-át szerezték meg.
A 2010-es önkormányzati választásokon a párt összesen 16 mandátumot szerzett, valamint egy polgármestere lett Mátraverebélyen a pártelnök, Seres Mária személyében.
2011-ben időközi önkormányzati választáson Mindszentgodisán új polgármestert választottak Megyeri Vilmos személyében.

### Egy újabb párt
Négy évvel később, 2014-ben Seres az akkori választásokra hozta létre a Seres Mária Szövetségesei nevű pártot, erről bővebben lásd ott.

## Választási eredményei

### Országgyűlési
| Választások | Szavazatok száma (I. forduló) | Szavazatok aránya (I. forduló) | Szavazatok száma (II. forduló) | Szavazatok aránya (II. forduló) | Mandátumok száma | Mandátumok aránya | Parlamenti szerepe |
| ----------- | ----------------------------- | ------------------------------ | ------------------------------ | ------------------------------- | ---------------- | ----------------- | ------------------ |
| 2010-es     | 45 863                        | 0,89%                          | —                              | —                               | —                | —                 | nem jutott be      |

### Önkormányzati
| Név                  | Megye                  | Település        | Jelölő szervezetek                        |
| -------------------- | ---------------------- | ---------------- | ----------------------------------------- |
| Hargitai István      | Budapest               | Budapest XVI.    | Civil Mozgalom                            |
| Megyeri Vilmos       | Baranya                | Mindszentgodisa  | Civil Mozgalom                            |
| Dr. Réczi László     | Bács-Kiskun            | Kiskunfélegyháza | Civil Mozgalom                            |
| Ván Jenő             | Bács-Kiskun            | Kiskunfélegyháza | Civil Mozgalom                            |
| Berzi István         | Borsod-Abaúj-Zemplén   | Balajt           | Civil Mozgalom                            |
| Mészáros István ifj. | Borsod-Abaúj-Zemplén   | Göncruszka       | Civil Mozgalom                            |
| Farkas László        | Fejér                  | Székesfehérvár   | Civil Mozgalom                            |
| Fertő László         | Fejér                  | Székesfehérvár   | Civil Mozgalom                            |
| Zágráb Nándor        | Pest                   | Nagykőrös        | Civil Mozgalom                            |
| Vékony János         | Szabolcs-Szatmár-Bereg | Mátészalka       | Civil Mozgalom                            |
| Gyarmati Kálmán      | Vas                    | Kőszeg           | Civil Mozgalom                            |
| Rába László          | Vas                    | Kőszeg           | Civil Mozgalom                            |
| Ferencz Dezső        | Veszprém               | Várkesző         | Civil Mozgalom                            |
| Farkas Attila        | Bács-Kiskun            | Baja             | Civil Mozgalom–MSZP–SZEMA-Összefogás 2010 |
| Hajdú Miklós         | Bács-Kiskun            | Baja             | Civil Mozgalom–MSZP–SZEMA-Összefogás 2010 |
| Papp József          | Bács-Kiskun            | Baja             | Civil Mozgalom–MSZP–SZEMA-Összefogás 2010 |